# Sphyraena flavicauda
Sphyraena flavicauda és un peix teleosti de la família dels esfirènids i de l'ordre dels perciformes.
És una espècie carnívora.
Es troba des de les costes del Mar Roig fins a Samoa, les illes Ryukyu i la Gran Barrera de Corall.

## Morfologia
- Pot arribar als 60 cm de llargària total.[3]
- Cos molt allargat, de secció subcilíndrica.
- Dues aletes dorsals ben separades.
- Coloració grisenca al dors, groguenca als costats i blanquinosa al ventre.[2]